# EPA-traktor

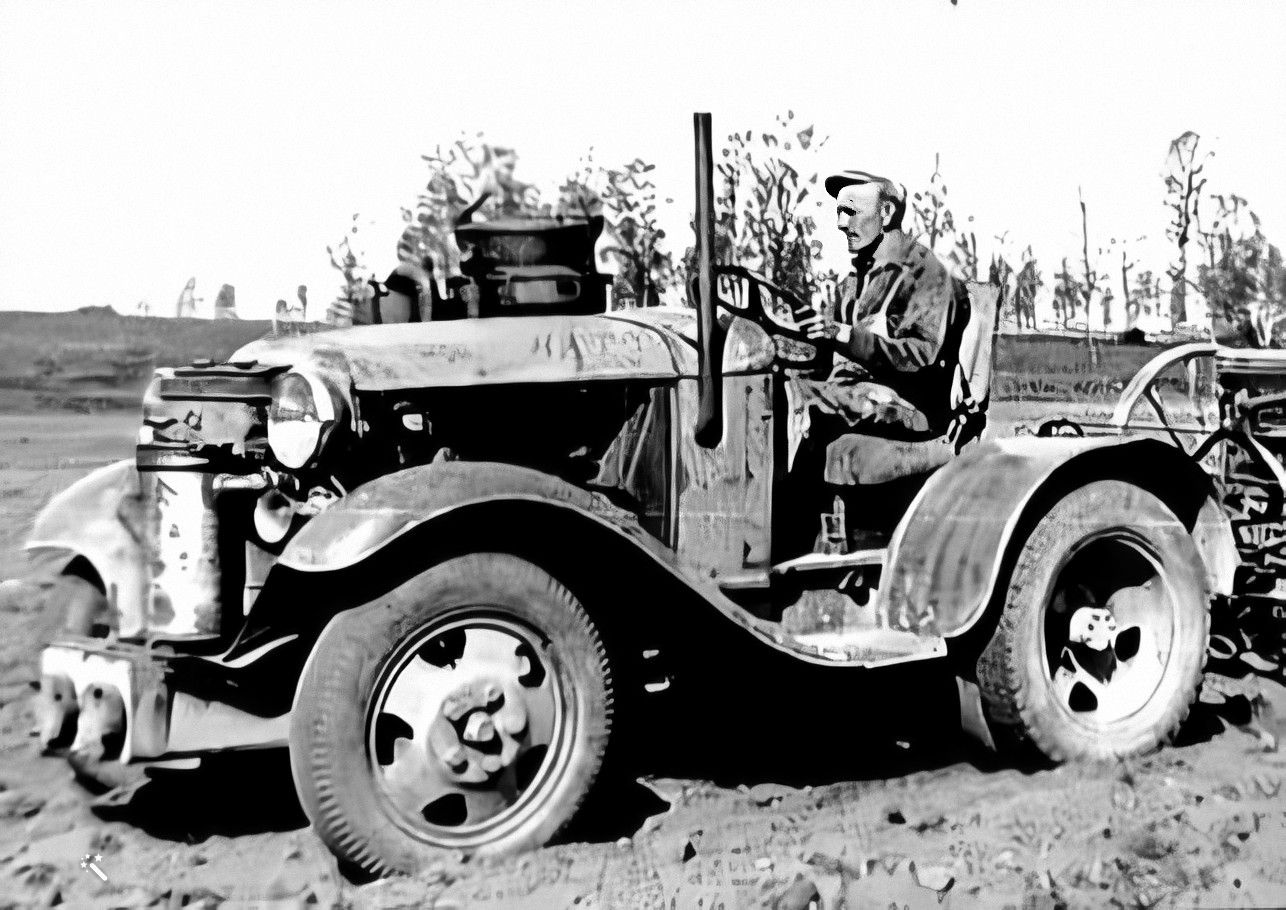
Fordson epa-traktor med gengasaggregat i jordbruket 1943. Snesslingeberg, Östhammar.

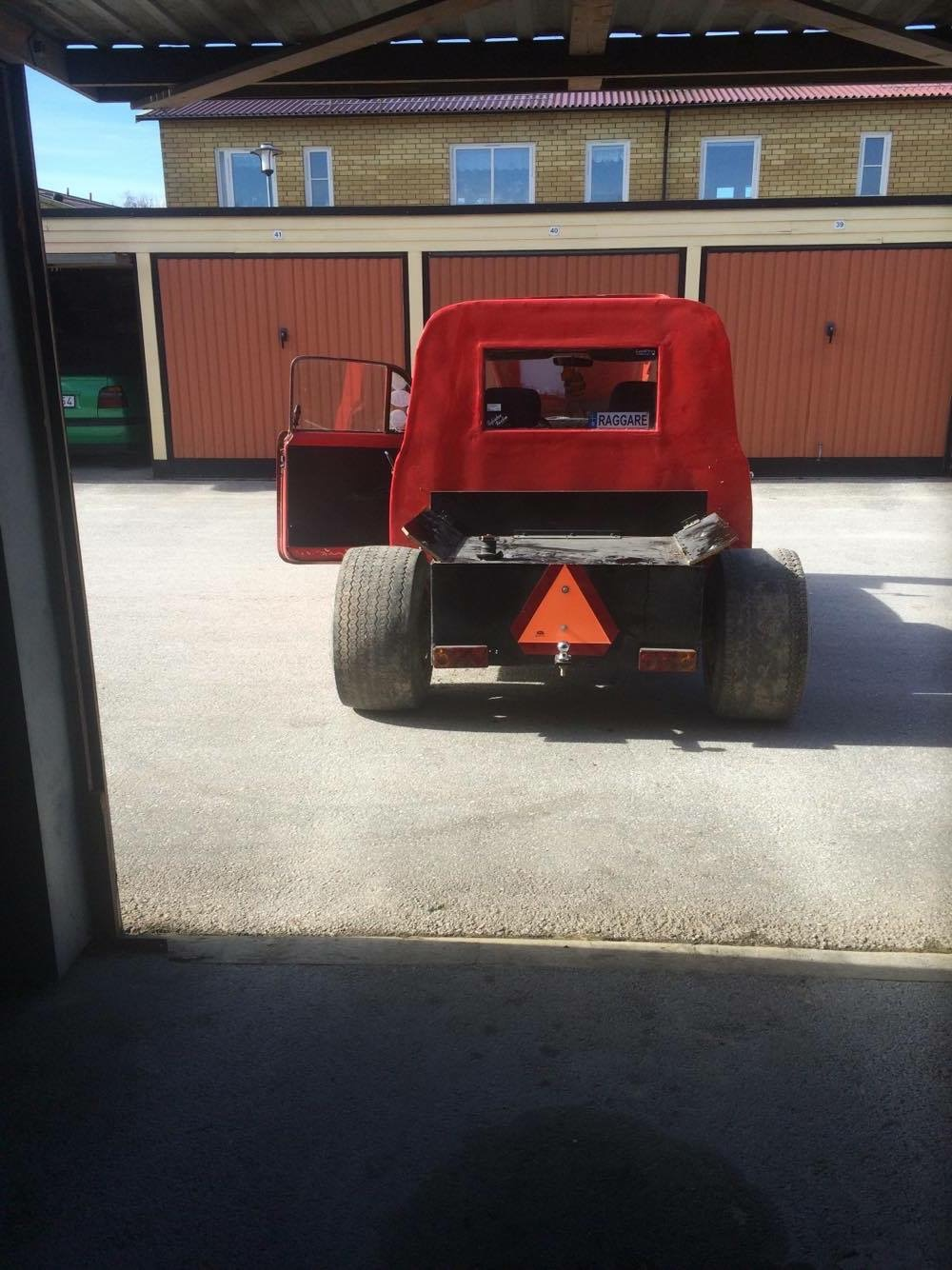
En Volvo Duett ombyggd till EPA-traktor.

EPA-traktor är en personbil som blivit ombyggd enligt reglerna för jordbruksmaskin. Ibland användes också en lastbil eller buss som grund. EPA-traktorn kallades även tidigare för biltraktor, dragbil eller autotraktor[källa behövs].

## Historik
EPA-traktorerna började byggas på slutet av 1920-talet och blev vanliga under 1930-talet, och var strax innan andra världskriget uppe i cirka 5 000 fordon. Den svenska staten tillsatte då år 1939 en utredning, som 31 maj 1940 utmynnade i EPA-traktorkungörelsen (1940:440) om "hänförande av vissa automobiler till fordonstypen motorredskap". Där beskrevs hur en EPA-traktor fick konstrueras och framföras enligt gällande bestämmelser. Den 1 juli 1952 infördes registreringsplikt för EPA-traktorerna.
Under 1950-talet började EPA-traktorerna att dö ut, nya riktiga traktorer hade sjunkit i pris och fanns mer tillgängliga, och när trepunktslyften infördes på de riktiga traktorerna, till exempel Ferguson TE20, Fordson Höglund och Volvos T-serie, blev det mer eller mindre dödsstöten för EPA-traktorerna.
EPA-traktorerna började sedan användas av ungdomar som upptäckte att de med hjälp av EPA-traktorlagen kunde få köra innan de fyllt 18 år. Under 1960- och 1970-talet ökade antalet EPA-traktorer snabbt igen, så både regeringen och trafiksäkerhetsverket fick upp ögonen för dem.
Man införde då år 1963 möjligheten att kunna bygga om och registrera bilen/lastbilen som A-traktor.
Detta utnyttjades inte i den omfattning trafiksäkerhetsverket hade tänkt, då ungdomarna snabbt lärde sig att A-traktorerna hade hårdare regler för utväxlingen och topphastigheten än EPA-traktorn, och därför inte gick att köra snabbare än 30 km/h.

Den då sittande regeringen bestämde att den 31 mars 1975 skulle EPA-traktorerna förbjudas och EPA-traktorreglerna ersätts av A-traktorreglerna, på grund av att de ansåg EPA-traktorerna vara en fara i trafiken och en olycksrisk. De i trafik varande fick dispens att användas i trafik i tre år fram till mars 1978, men dispensen för brukandet förlängdes 1976 av kommunikationsministern till att gälla fram till mars 1980. Efter protester och insamling av ca 6 800 namnunderskrifter, ändrade regeringen 1978 sin uppfattning och beslöt att de EPA-traktorer som redan fanns skulle få finnas kvar.

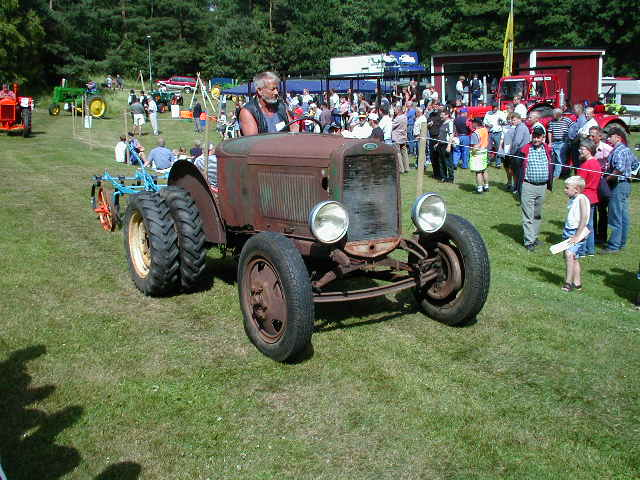
EPA-traktor baserad på en Ford Model A.

Efter detta beslut ombads fordonets ägare att till länsstyrelsen anmäla om han eller hon avsåg att bruka fordonet efter utgången av mars månad 1980, samt uppge registreringsnummer, då besiktningsplikt infördes från och med mars 1980 för de gamla EPA-traktorerna.

## Krav vid ombyggnad till EPA-traktor

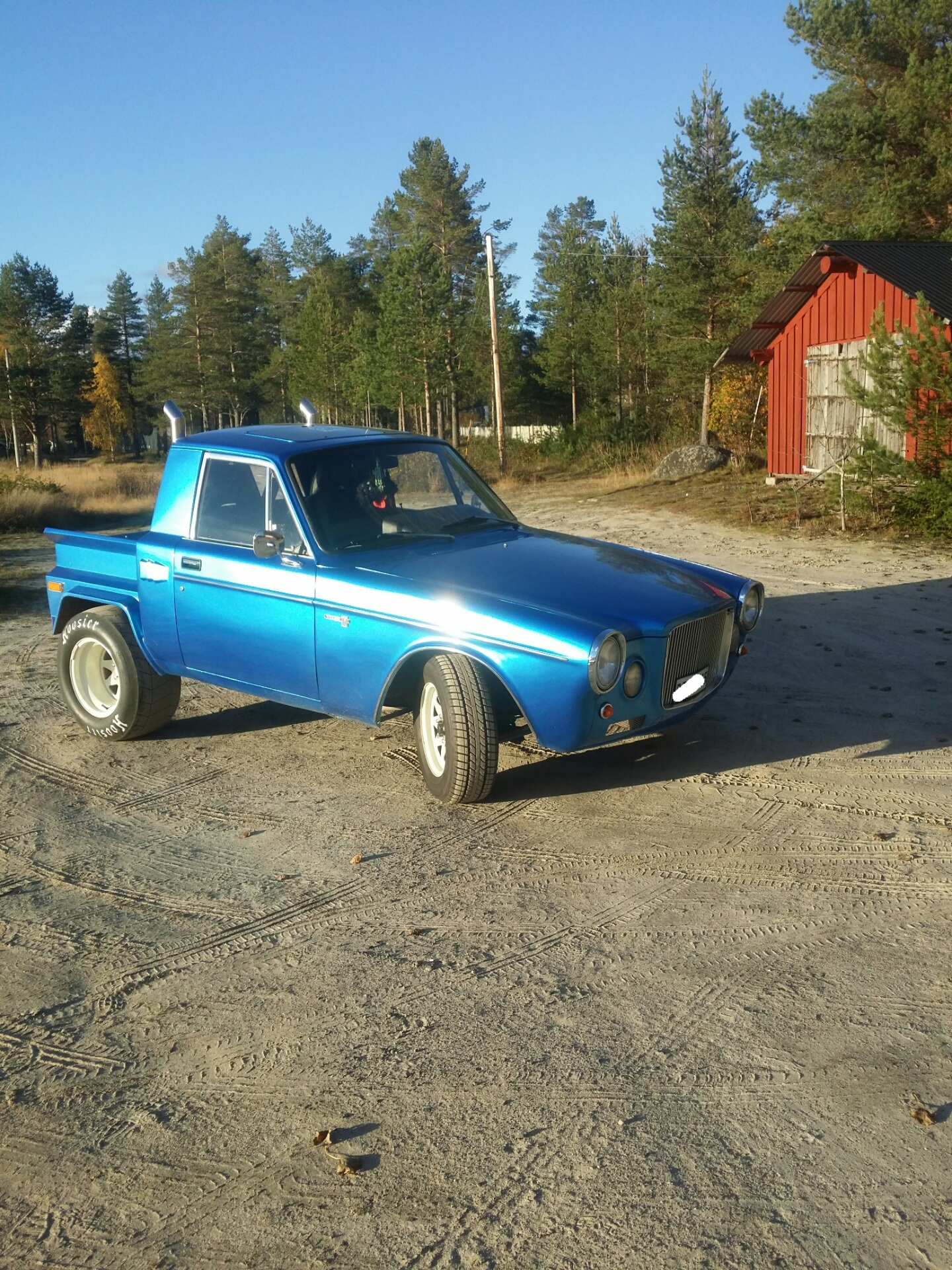
EPA-traktor baserad på en Volvo 164.

Ett grundläggande krav enligt EPA-traktorkungörelsen (1940:440) var att EPA-traktorn skulle ha en bärande ram och inte någon självbärande kaross. Ett annat krav var att det inte fick finnas någon fjädring på bakaxeln, som alltså fick monteras stumt i ramen. En EPA-traktor har ingen begränsning i antal växlar, men däremot en maximal utväxling på 10:1 mellan motor och hjul. Det vill säga, de drivande hjulen fick maximalt göra 1 varv, när motorns vevaxel gjort 10 varv, när högsta växeln är ilagd. Ytterligare ett krav var att avståndet mellan hjulaxlarna (hjulbasen) fick vara högst 225 cm. EPA-traktorn måste också vara utrustad med en draganordning. Den högsta tillåtna hastigheten vid färd på väg fick enligt EPA-traktorkungörelsen från år 1940 vara 20 km/h, detta höjdes under 1950-talet till 30 km/h. Den 1 juli 1970 infördes krav på hytt eller störtbåge för EPA-traktorn. En LGF-skylt (varningsskylt för långsamtgående fordon) baktill på EPA-traktorn infördes i augusti 1980 på frivillig basis, men blev från och med den 1 januari 1982 ett krav på EPA-traktorn.

## Olika byggen
Ford model A eller AA var antagligen den vanligaste utgångspunkten vid byggnationer före andra världskriget, men även många andra märken av lastbilar, bussar och personbilar med starka motorer kom att användas vid ombyggnationer.
Volvo Duett var en vanlig utgångspunkt vid byggnationer på senare 1960-tal och fram till att de förändrade reglerna infördes 1975. Den var byggd på ram vilket var ett villkor vid ett EPA-bygge. Den var också ganska vanlig och reservdelar blev därför inget problem.
På modernare bilar, till exempel Duett, räckte det med att spärra växlarna över tvåan för att få rätt utväxling, men dessa modernare högvarviga motorer gjorde att hastigheten kunde nå mer än dubbla den lagstadgade hastigheten på 30 km/h, och med kort axelavstånd och stum fjädring blev vägegenskaperna inte de bästa. De många olyckorna med unga förare vid ratten bidrog till att nytillverkning efter 1975 av EPA-traktorer förbjöds.